# Sparedrus longicornis
Sparedrus longicornis là một loài bọ cánh cứng trong họ Oedemeridae. Loài này được Sasaji miêu tả khoa học năm 1985.